# Mikkel Boe Følsgaard
Mikkel Boe Følsgaard (født 1. maj 1984) er en dansk skuespiller. Uddannet fra Den Danske Scenekunstskole i 2012 har han medvirket i flere danske film- og tv-produktioner som En kongelig affære (2012), Arvingerne (2014-2017), Sommeren '92 (2015), Under sandet (2015), De standhaftige (2016), En helt almindelig familie (2019), The Rain (2018-2020) og Kastanjemanden (2021). For sine præstationer har han modtaget flere priser, heriblandt Bodil- og Robert-priser, samt vundet, som den første dansker nogensinde, en Sølvbjørn for bedste mandlige hovedrolle ved filmfestivalen i Berlin.

## Opvækst
Følsgaard blev født den 1. maj 1984 i Rønne, Bornholm som søn af Boe og Anette Følsgaard. Han har også en storebror, Nicolas Tobias Følsgaard (f.1979). Familien flyttede kort efter brorens fødsel fra København til Rønne, hvor Følsgaard blev født, og flyttede videre til Gilleleje, da Følsgaard var seks år, da hans forældre ønskede at være tættere på deres familier. Op igennem sin ungdom dyrkede Følsgaard en del sport som håndbold, badminton, fodbold og cykling, og tilbragte meget tid på det ferie- og aktivitetscenter, som hans far var leder for.
Følsgaard fik sin debut som skuespiller som 10-årig i DRs historiske tv-serie Bryggeren (1996-1997), hvor han i ét enkelt afsnit spillede den danske brygger og kunstsamler Carl Jacobsen som barn. Følsgaards bedstefar havde set en annonce i Ekstra Bladet, som søgte drenge til casting, og han tog Følsgaard og hans bror med til Nordisk Films studie i Valby, hvor de begge stillede op og Følsgaard blev castet: "...Det blev en kæmpestor oplevelse for mig at lave den. Den der filmverden var helt magisk – den 1800-talsby, de havde fået konstrueret derude i Risby, og det vilde tøj, man skulle have på! Der blev der nok plantet et lillebitte frø..."
Følsgaard gik på gymnasiet i Helsinge, hvor han medvirkede i flere af gymnasiets teateropsætninger, og sammen med en gruppe derfra, startede han teaterforeningen Dramaterne, som spillede særligt Shakespeare-stykker udendørs i sommerlandet. Som medlem udviklede han idéer, søgte penge fra kommunen, og byggede scener. Det var også under hans gymnasietid at han begyndte at overveje at søge ind på teaterskolen, men et mislykket første forsøg lige efter gymnasiet i 2003, gjorde at han ikke søgte ind det efterfølgende år, og endda påbegyndte studie på lærerseminariet. Efter et år droppede han dog ud og han blev i 2008, efter i alt fire forsøg, optaget på Statens Teaterskole; "...Det var en hård periode med alle de afslag – det ramte lige ned i sådan en generel ungdomsidentitetskrise. Så at få det brev om, at jeg var kommet ind, er – ud over at være blevet far – det største, der er sket i mit liv. Det var mange års hårdt arbejde og kamp, der heldigvis endte godt – jeg kunne vise folk, at det kan fucking godt lade sig gøre. Hvis man vil det nok..."

## Karriere

### 2011-2017:En kongelig affære,Arvingerne
Under sin tid på teaterskolen, medvirkede Følsgaard i 2011 i et enkelt afsnit af TV 2s krimi-dramaserie Den som dræber. Under sit tredje år på teaterskolen blev han inviteret til casting på Nikolaj Arcels kommende periodiske storfilm En kongelig affære, hvor han endte med at få rollen som den danske Kong Christian 7. Filmen, der omhandler trekantsdramaet mellem Christian 7., hans dronning Caroline Mathilde og kongens preussiske livlæge Johann Friedrich Struensee, blev en stor anmelder- og publikumssucces, og var ved dens premiere i 2012 den dyreste danske film nogensinde lavet. For sin filmdebut og sin portrættering af den psykisk ustabile danske konge, modtog Følsgaard stor ros og anerkendelse, da han vandt både Bodil- og Robert-prisen for henholdsvis bedste mandlige hoved- og birolle, og endvidere, som den første dansker nogensinde, modtog den prestigefyldte Sølvbjørn for bedste mandlige skuespiller ved Filmfestivalen i Berlin i Tyskland. Filmen, hvor bl.a. Alicia Vikander og Mads Mikkelsen blev endvidere nomineret til en Oscar for bedste udenlandske film i 2013. I 2013 modtog Følsgaard også prisen som European Shooting Star fra den Europæiske Film Promotion-organisation ved Filmfestivalen i Berlin.
Følsgaard blev færdiguddannet fra Den Danske Scenekunstskole i 2012, og medvirkede efterfølgende i et enkelt afsnit af TV 2s krimiserie Dicte, og i Afdeling Q-filmatiseringen Kvinden i buret i rollen som den udviklingshæmmede Uffe, hvis søster forsvinder. I 2015 indtog han hovedrollen i Frederikke Aspöcks romantiske drama Rosita i rollen som nordjyden Johannes, der forelsker sig i sin fars nye og unge filippinske kone. Filmen modtog overvejende positive anmeldelser. Samme år medvirkede han også i Kasper Barfoeds biografiske komediedrama Sommeren '92, der handler om, hvordan det danske fodboldlandshold gjorde det yderst uventede og vandt Europamesterskabet i fodbold i 1992. Filmen modtog overvejende positive anmeldelser og for sin præstation som den tidligere professionelle fodboldspiller Kim Vilfort, modtog Følsgaard en Robert-nominering for bedste mandlige birolle i 2016. Endelig medvirkede han i 2015 også i Martin Zandvilets historiske krigsdrama Under sandet i rollen som Løjtnant Ebbe Jensen. Filmen, der er baseret på autentiske hændelser og omhandler tiden kort efter Tysklands kapitulation ved 2. verdenskrig, hvor en gruppe tilfangetagne unge tyske soldater under dansk varetægt blev tvunget til fjerne tyske nedgravede landminer langs den jyske vestkyst, modtog stor ros og anerkendelse, da den vandt både Bodil- og Robert-prisen for bedste danske film og endvidere blev nomineret til en Oscar for bedste udenlandske film i 2017. For sin præstation modtog Følsgaard endnu en nominering for bedste mandlige birolle ved Robert-uddelingen i 2016, og var dermed nomineret hele to gange ved samme kategori ved uddelingen.
I 2016 medvirkede Følsgaard i Lisa Ohlins romantiske drama De standhaftige i rollen som soldaten Thomas, der efter at været blevet hårdt såret i Afghanistan, vender tilbage til Danmark for at komme sig. Filmen modtog overvejende positive anmeldelser og for sin præstation som den bitre og mentalt pressede veteran, modtog Følsgaard en Bodil-nominering for bedste mandlige hovedrolle. Samme år medvirkede han også i Pernilla Augusts svenske romantiske drama Den alvorsfulde leg og i Nicolo Donatos 2.verdenskrigs-drama Fuglene over sundet. I 2017 medvirkede Følsgaard i Mikkel Serups biografiske drama Den bedste mand i rollen som den tidligere professionelle bokser Jørgen "Gamle" Hansen. Filmen, der følger bokseren i sine sidste år inden han trækker sig tilbage, blev modtaget med overvejende positive anmeldelser, og til trods for kritik om at Følsgaard med sit ungdommelige udseende var dårligt castet til rollen, modtog han Bodil-nominering for bedste mandlige hovedrolle.
I perioden 2014-2017 medvirkede han i DRs dramaserie Arvingerne i rollen som Emil Grønnegaard, der efter sin mors død, for første gang i årevis mødes med sine stedsøskende for at gøre arven efter hende op. Serien modtog stor ros og anerkendelse, og blev siden solgt til adskillige lande. Med i serien medvirkede bl.a. Trine Dyrholm, Marie Bach Hansen, Jesper Christensen og for sin rolle som den yngste bror Emil, modtog Følsgaard Robert-prisen for bedste mandlige birolle i 2014 og i 2018. Serien løb i 26 afsnit fordelt på tre sæsoner, hvor Følsgaard medvirkede i alle afsnit.

### 2018-nu:The Rain,En helt almindelig familie
Følsgaard medvirkede i 2020 i Malou Reymanns instruktørdebut En helt almindelig familie, i rollen som familiefaren Thomas, der indser at han er transkønnet og efterfølgende skifter køn. Filmen, der er baseret på Reymanns egen opvækst, blev modtaget med positive anmeldelser, og for sin præstation som Thomas, der skifter køn til at blive kvinden Agnete, modtog Følsgaard en Bodil- og Robert-nominering for bedste mandlige hovedrolle. Samme år medvirkede han også i Christina Rosendahls biografiske drama Vores mand i Amerika i rollen som Povl Bang-Jensen, diplomat og højrehånd til filmens hovedperson; Henrik Kaufmann, der i sit virke som ambassadør for Danmark i Washington samarbejdede med USA mod Tyskland. Filmen blev modtaget med positive anmeldelser.
I perioden 2018 til 2020 medvirkede Følsgaard i den danske Netflix-serie The Rain, der foregår i et fremtidigt Danmark, hvor en dødelig virus spreder sig gennem regn. Følsgaard spiller rollen som den tidligere soldat Martin i alle 20 afsnit af serien, der løb i tre sæsoner. Seriens første sæson blev modtaget med positive anmeldelser, mens de to næste sæsoner blev modtaget med kritik om tynde og lette plots.
I 2021 medvirkede Følsgaard i den danske Netflix-krimiserie Kastanjemanden, som efterforskeren Mark Hess, hvor han spillede overfor Danica Curcic og David Dencik Serien blev modtaget med positive anmeldelser. Samme år medvirkede han også i David Denciks drama Miss Osaka.
I 2023 medvirkede Følsgaard i Bille Augusts historiske komedie Ehrengard: Forførelsens kunst, der er baseret på en af Karen Blixens noveller. Følsgaard spillede rollen som den unge selvudnævnte kærlighedsekspert Cazotte over for Sidse Babett Knudsen i kostumer designet af Dronning Margrete 2. Filmen modtog overvejende positive anmeldelser.

## Privat
Følsgaard blev gift med sociolog Freja Friis i 2016, efter de mødte hinanden på en bar på Vesterbro i København i 2012. De har sammen to børn, Teodor Boe Følsgaard (f. 2013) og Sigrid Boe Følsgaard (f. 2016).

## Filmografi

### Film
| År   | Titel                         | Rolle                            |
| ---- | ----------------------------- | -------------------------------- |
| 2012 | En kongelig affære            | Christian 7.                     |
| 2013 | Kvinden i buret               | Uffe Lynggaard                   |
| 2015 | Rosita                        | Johannes                         |
| 2015 | Sommeren '92                  | Kim Vilfort                      |
| 2015 | Under sandet                  | Løjtnant Ebbe Jensen             |
| 2016 | De standhaftige               | Premierløjtnant Thomas Ingerslev |
| 2016 | Den alvorsfulde leg           | Carl Lidner                      |
| 2016 | Fuglene over sundet           | Jørgen                           |
| 2017 | Du forsvinder                 | Anklager                         |
| 2017 | Den bedste mand               | Jørgen "Gamle" Hansen            |
| 2019 | En helt almindelig familie    | Thomas/Agnete                    |
| 2020 | Vores Mand i Amerika          | Povl Bang-Jensen                 |
| 2021 | Miss Osaka                    | Lucas                            |
| 2023 | Ehrengard: Forførelsens kunst | Cazotte                          |

### Serier
| År        | Titel          | Rolle                 | Bemærkninger                 |
| --------- | -------------- | --------------------- | ---------------------------- |
| 1996      | Bryggeren      | Carl Jacobsen         |                              |
| 2011      | Den som dræber | Oleg                  | Episode: Øje for øje, del 1  |
| 2013      | Dicte          | Cato Vinding          | Episode: Vold og magt, del 2 |
| 2014-2018 | Arvingerne     | Emil Grønnegaard      |                              |
| 2018-2020 | The Rain       | Martin                |                              |
| 2021      | Kastanjemanden | Mark Hess             |                              |
| 2022      | Borgen         | Asger Holm Kirkegaard |                              |